# Derek Strong
Derek Lamar Strong (ur. 9 lutego 1968 w Los Angeles) – amerykański koszykarz występujący na pozycji silnego skrzydłowego.

## Osiągnięcia
Na podstawie, o ile nie zaznaczono inaczej.
NCAA
- Uczestnik rozgrywek:
  - Sweet 16 turnieju NCAA (1990)
  - turnieju NCAA (1988–1990)
- Mistrz:
  - turnieju konferencji Midwestern Collegiate (MCC – 1988, 1989)
  - sezonu regularnego MCC (1988, 1990)
- Lider MCC w liczbie celnych rzutów wolnych (178 – 1989)

Indywidualne
- MVP CBA (1993)
- Najlepszy nowo przybyły zawodnik CBA (1993)
- Zaliczony do I składu:
  - CBA (1993)
  - defensywnego CBA (1993)
- Uczestnik meczu gwiazd CBA (1993)
- Zwycięzca konkursu "1 na jednego", podczas meczu gwiazd CBA (1993)